# Ute Seelbach
Ute Seelbach (* 11. Juli 1941, verheiratete Ute Melcher) ist eine deutsche Badmintonspielerin. 

## Karriere
Ute Seelbach gewann nach zahlreichen Nachwuchs- und westdeutschen Titeln 1960 den deutschen Meistertitel im Mixed mit Dieter Schramm und den Titel im Damendoppel mit Irmgard Latz. Im Einzel wurde sie in dieser Saison Dritte. Ebenso siegte sie im gleichen Jahr bei den Swiss Open. 1961 wurde sie noch einmal Meisterin im Mixed und Vizemeisterin im Dameneinzel.

## Sportliche Erfolge
| Saison    | Veranstaltung                        | Disziplin   | Platz | Name                                                                |
| --------- | ------------------------------------ | ----------- | ----- | ------------------------------------------------------------------- |
| 1954/1955 | Deutsche Einzelmeisterschaft U18     | Mixed       | 1     | Dieter Schramm / Ute Seelbach (BC Düsseldorf)                       |
| 1954/1955 | Deutsche Einzelmeisterschaft U18     | Dameneinzel | 3     | Ute Seelbach (BC Düsseldorf)                                        |
| 1955/1956 | Deutsche Einzelmeisterschaft U18     | Damendoppel | 2     | Helga Groteloh / Ute Seelbach (BC Düsseldorf)                       |
| 1955/1956 | Deutsche Einzelmeisterschaft U18     | Dameneinzel | 1     | Ute Seelbach (BC Düsseldorf)                                        |
| 1955/1956 | Westdeutsche Einzelmeisterschaft U18 | Dameneinzel | 1     | Seelbach Ute (BC Düsseldorf)                                        |
| 1955/1956 | Westdeutsche Einzelmeisterschaft U18 | Damendoppel | 1     | Gerteloh / Seelbach Ute (BC Düsseldorf)                             |
| 1955/1956 | Deutsche Einzelmeisterschaft U18     | Mixed       | 1     | Dieter Schramm / Ute Seelbach (BC Düsseldorf)                       |
| 1956/1957 | Deutsche Einzelmeisterschaft U18     | Damendoppel | 1     | Marlies Caspary / Ute Seelbach (1. DBC Bonn / BC Düsseldorf)        |
| 1956/1957 | Deutsche Einzelmeisterschaft U18     | Dameneinzel | 1     | Ute Seelbach (BC Düsseldorf)                                        |
| 1956/1957 | Westdeutsche Einzelmeisterschaft U18 | Dameneinzel | 1     | Ute Seelbach (BC Düsseldorf)                                        |
| 1956/1957 | Westdeutsche Einzelmeisterschaft U18 | Damendoppel | 1     | Ute Seelbach / Marlies Caspary (BC Düsseldorf / 1. DBC im SSF Bonn) |
| 1956/1957 | Deutsche Einzelmeisterschaft U18     | Mixed       | 2     | Dieter Schramm / Ute Seelbach (BC Düsseldorf)                       |
| 1957/1958 | Deutsche Einzelmeisterschaft U18     | Mixed       | 1     | Dieter Schramm / Ute Seelbach (BC Düsseldorf)                       |
| 1957/1958 | Deutsche Einzelmeisterschaft U18     | Dameneinzel | 2     | Ute Seelbach (BC Düsseldorf)                                        |
| 1957/1958 | Westdeutsche Einzelmeisterschaft U18 | Mixed       | 1     | Dieter Schramm / Ute Seelbach (BC Düsseldorf)                       |
| 1958/1959 | Westdeutsche Einzelmeisterschaft U18 | Damendoppel | 1     | Ute Seelbach / Sabine Lommatsch (BC Düsseldorf)                     |
| 1958/1959 | Westdeutsche Einzelmeisterschaft U18 | Dameneinzel | 1     | Ute Seelbach (BC Düsseldorf)                                        |
| 1958/1959 | Deutsche Einzelmeisterschaft U18     | Dameneinzel | 1     | Ute Seelbach (BC Düsseldorf)                                        |
| 1958/1959 | Deutsche Einzelmeisterschaft U18     | Damendoppel | 1     | Ute Seelbach / Sabine Lommatsch (BC Düsseldorf)                     |
| 1959/1960 | Westdeutsche Einzelmeisterschaft     | Mixed       | 1     | Dieter Schramm / Ute Seelbach (BC Düsseldorf)                       |
| 1959/1960 | Westdeutsche Einzelmeisterschaft     | Dameneinzel | 1     | Ute Seelbach (BC Düsseldorf)                                        |
| 1959/1960 | Westdeutsche Einzelmeisterschaft     | Damendoppel | 1     | Irmgard Latz / Ute Seelbach (Krefelder BC / BC Düsseldorf)          |
| 1959/1960 | Deutsche Einzelmeisterschaft         | Mixed       | 1     | Dieter Schramm / Ute Seelbach (BC Düsseldorf)                       |
| 1959/1960 | Deutsche Einzelmeisterschaft         | Damendoppel | 1     | Ute Seelbach / Irmgard Latz (BC Düsseldorf / Krefelder BC)          |
| 1959/1960 | Deutsche Einzelmeisterschaft         | Dameneinzel | 3     | Ute Seelbach (BC Düsseldorf)                                        |
| 1960      | Swiss Open                           | Damendoppel | 1     | Ute Seelbach / Irmgard Latz                                         |
| 1960/1961 | Westdeutsche Einzelmeisterschaft     | Mixed       | 1     | Dieter Schramm / Ute Seelbach (BC Düsseldorf)                       |
| 1960/1961 | Deutsche Einzelmeisterschaft         | Dameneinzel | 2     | Ute Seelbach (BC Düsseldorf)                                        |
| 1960/1961 | Deutsche Einzelmeisterschaft         | Mixed       | 1     | Dieter Schramm / Ute Seelbach (BC Düsseldorf)                       |
| 1962/1963 | Deutsche Einzelmeisterschaft         | Damendoppel | 3     | Ute Seelbach / von der Thüsen (BC Düsseldorf)                       |

## Referenzen
- Martin Knupp: Deutscher Badminton Almanach, Eigenverlag/Deutscher Badminton-Verband (2003), 230 Seiten
- http://www.blv-nrw.de/club_dmf/cdmpor_seelbach.htm

| Personendaten    | Personendaten               |
| ---------------- | --------------------------- |
| NAME             | Seelbach, Ute               |
| ALTERNATIVNAMEN  | Melcher, Ute                |
| KURZBESCHREIBUNG | deutsche Badmintonspielerin |
| GEBURTSDATUM     | 11. Juli 1941               |